# Sacred Heart
Sacred Heart és una població dels Estats Units a l'estat de Minnesota. Segons el cens del 2000 tenia 549 habitants.

## Demografia
Segons el cens del 2000, Sacred Heart tenia 549 habitants, 246 habitatges, i 147 famílies. La densitat de població era de 214,1 habitants per km².
Dels 246 habitatges en un 24% hi vivien nens de menys de 18 anys, en un 51,6% hi vivien parelles casades, en un 6,1% dones solteres, i en un 40,2% no eren unitats familiars. En el 36,6% dels habitatges hi vivien persones soles el 18,7% de les quals corresponia a persones de 65 anys o més que vivien soles. El nombre mitjà de persones vivint en cada habitatge era de 2,23 i el nombre mitjà de persones que vivien en cada família era de 2,94.
Per edats la població es repartia de la següent manera: un 24,6% tenia menys de 18 anys, un 7,1% entre 18 i 24, un 23% entre 25 i 44, un 23,3% de 45 a 60 i un 22% 65 anys o més.
L'edat mediana era de 42 anys. Per cada 100 dones de 18 o més anys hi havia 84,8 homes.
La renda mediana per habitatge era de 32.333 $ i la renda mediana per família de 40.313 $. Els homes tenien una renda mediana de 28.654 $ mentre que les dones 22.019 $. La renda per capita de la població era de 18.089 $. Entorn del 5,4% de les famílies i el 10,9% de la població estaven per davall del llindar de pobresa.

## Poblacions més properes
El següent diagrama mostra les poblacions més properes.